# Žutokljuni hoko
Žutokljuni hoko (lat. Crax daubentoni) je vrsta ptice iz roda Crax, porodice Cracidae koja živi u šumovitim područjima Kolumbije i Venecuele do 850 metara nadmorske visine.
Duga je oko 84-92.5 centimetara, dok je teška 2-3 kilograma. Hrani se uglavnom na tlu, ali ako je ugrožena, leti u drveće. Njezinu prehranu čine plodovi, lišće, sjemenke te razne male životinje.  Tijekom ljeta okuplja se u velike skupine od preko 100 jedinki oko vode. Gnijezdi se na tlu za vrijeme kišne sezone. Oba roditelja grade gnijezdo, u koje ženka polaže samo dva jaja.